# Monts du Zab
Les monts du Zab, aussi appelés monts des Zibans, sont une chaîne montagneuse d'Algérie située à l'Est du pays et constituant une partie de l'Atlas saharien.

## Toponymie
La chaîne porte le nom de la région historique du Zab, terme tombé en désuétude qui désignait une vaste région, contiguë à l’Aurès.

## Géographie

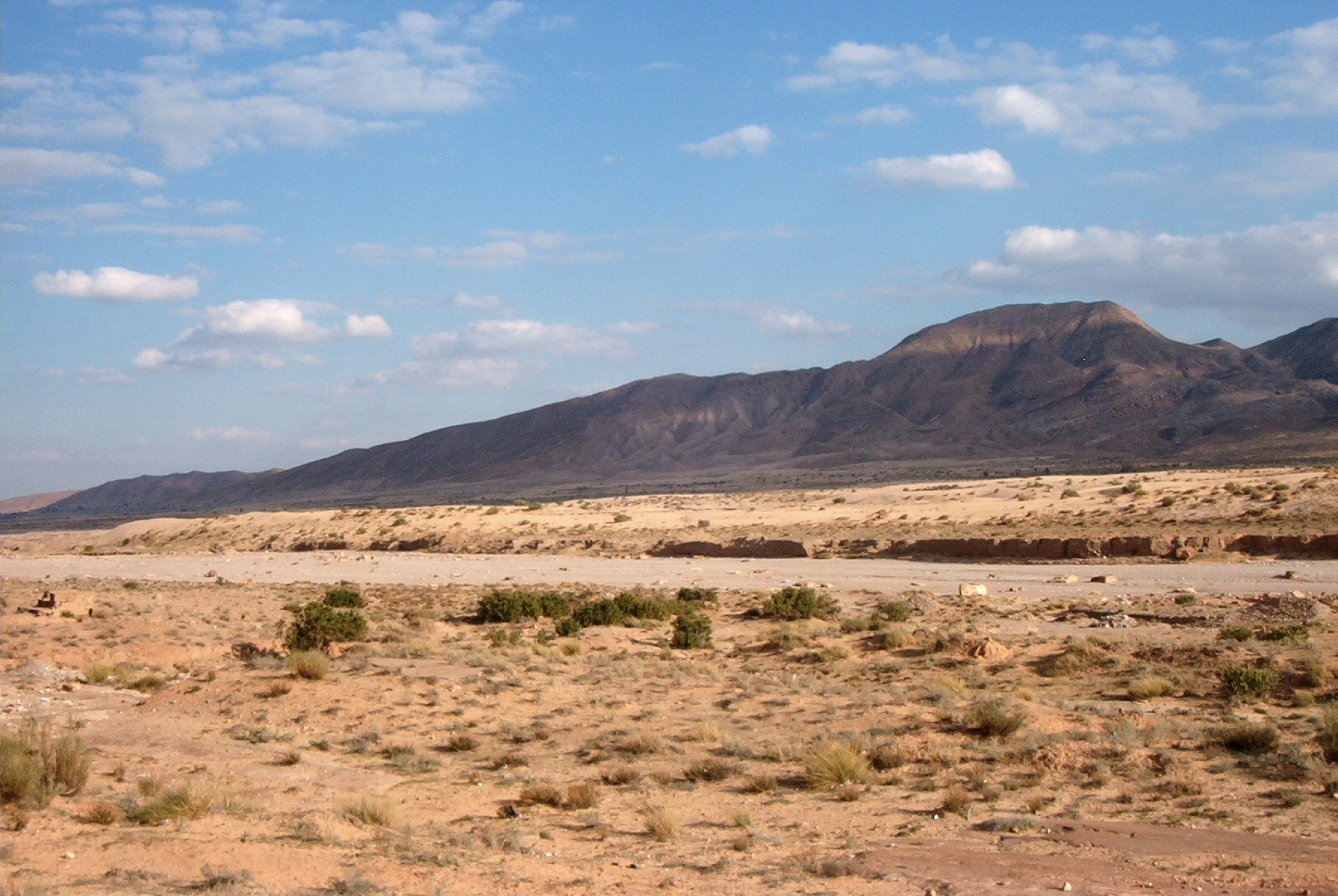
Vue des monts du Zab près du col de Chaïba.

Les monts du Zab font partie de l’Atlas saharien. Ils sont situés entre le massif de l'Aurès à l’est et les monts des Ouled Naïl à l'ouest. Ils sont composés d'une série de monts : le Zab al-Gharbi ou Zab occidental et le Zab al-Chergui ou Zab oriental.
Les monts ont une position remarquable dans la partie rétrécie du bourrelet montagneux maghrébin et au débouché du grand axe méridien de communication de l’Est algérien : Skikda-Constantine-Batna-Biskra.
Le massif se trouve à l'ouest de la ville de Biskra. À ses pieds s’étendent les oasis des Zibans. La pluviométrie ne dépasse pas 300 mm par an.